# Trần Đại Quang
Trần Đại Quang (chữ nôm: 陳大光; ur. 12 października 1956 w Ninh Bình, zm. 21 września 2018 w Hanoi) – wietnamski polityk, członek Biura Politycznego Komunistycznej Partii Wietnamu, wiceminister bezpieczeństwa wewnętrznego (2006–2011), minister bezpieczeństwa wewnętrznego (2011–2016) i prezydent Wietnamu od 2 kwietnia 2016 roku do swojej śmierci 21 września 2018.
Zmarł 21 września 2018 roku w szpitalu wojskowym w Hanoi, po wielomiesięcznej chorobie.